# Justicia decurvata
Justicia decurvata är en akantusväxtart som beskrevs av R.A. Hilsenbeck. Justicia decurvata ingår i släktet Justicia och familjen akantusväxter. Inga underarter finns listade i Catalogue of Life.